# Tachybaptus
Tachybaptus Reichenbach, 1853 è un genere di uccelli acquatici della famiglia dei Podicipedidi.

## Tassonomia
Il genere comprende le seguenti specie:
- Tachybaptus rufolavatus † (Delacour, 1932) - tuffetto del Delacour
- Tachybaptus ruficollis (Pallas, 1764) - tuffetto comune
- Tachybaptus tricolor (G.R.Gray, 1861) - tuffetto tricolore
- Tachybaptus novaehollandiae (Stephens, 1826) - tuffetto australasiatico
- Tachybaptus pelzelnii (Hartlaub, 1861) - tuffetto del Madagascar
- Tachybaptus dominicus (Linnaeus, 1766) - svasso minore o tuffetto minore